# Crambophilia
Crambophilia là một chi bướm đêm thuộc họ Erebidae.